# Gergely Éva
Gergely Éva, férjezett Almai Artúrné (Budapest, 1914. június 10. – Budapest, 1993. november 14.) fogorvos, egyetemi adjunktus, Almai Artúr (1894–1978) fogorvos, szájsebész felesége.

## Életpályája
Gergely (Grünfeld) Vince (1885–1958) magántisztviselő, gabonakereskedő és Goldschmied Róza (1892–1976) idősebb lányaként született budapesti polgári zsidó családban. Húga, Gergely Klára (1917). Gyermekkorától kezdve beszélte az angol, francia és német nyelvet. Szülei a kor divatja szerint nagy hangsúlyt fektettek a sportnevelésre. Testvérével élen jártak a különböző sportágakban. Mindketten jól teniszeztek, úsztak és síeltek. A Ráskai Lea Leánylíceumban végezte középiskolai tanulmányait. Részt vett Riedl Frigyes Madách monográfiájának elkészítésében. 1932-ben szerzett érettségi bizonyítványt. A numerus clausus miatt a Prágai Német Egyetem Orvostudományi Karán kezdte meg felsőfokú tanulmányait. Orvosi diplomájával 1939-ben tért haza, de Magyarországon a második zsidótörvény értelmében csak kétkezi munkát kaphatott. Egy darabig papucsokra ragasztott pomponokat. Később a Pesti Izraelita Hitközség Szabolcs Utcai Kórházában a Lévy Lajos által vezetett belgyógyászati osztályán kapott fizetség nélküli orvosi állást. Húga, aki szintén orvosi oklevelet szerzett, nem tért vissza Magyarországra, s a háborút követően német származású férjével az Egyesült Államokban telepedett le. 1944-ben Gergely Éva mentességi okmányokat szerzett az itthon maradó családjának, a svéd diplomata, Raoul Wallenberg segítségével. Orvosi gyakorlatát 1946-ban kezdte meg újból és ebben az évben ismerkedett meg Almai (Weinfeld) Artúr fogorvossal, akihez hamarosan feleségül ment. Két gyermekük született, György (1947–2013) és János (1949), akik szintén a fogorvosi hivatást választották.
1949. március 11-én a Stomatológiai Intézetben fogászati szakvizsgát tett. Ugyancsak 1949-ben behívót kapott a Magyar Néphadseregtől. Fogorvosként dolgozott, de közben lőgyakorlatokra járt a Kamaraerdőbe. Tudományos munkát végzett, cikkeket írt, konferenciákra utazott, szakirodalmat fordított. Témái között szerepelt a fogak kontaktpontjának jelentősége és az akkor megjelenő új lenyomatanyagok összehasonlító vizsgálatairól és tulajdonságairól írt. 1963-ban adjunktusi kinevezést kapott. 1956-tól nyugdíjba vonulásáig, 1974-ig a budapesti Fogpótlástani Klinikán dolgozott.
A Kozma utcai izraelita temetőben nyugszik.

## Művei
- Új lenyomatanyagok és azok összehasonlítása az eddig ismertekkel. Bartha Miklóssal. (Fogorvosi Szemle, 1950, 2.)
- A fog- és nyelvlepedék jelentősége. Bartha Miklóssal. (Fogorvosi Szemle, 1950, 10.)
- A gyökérhártya szerepe az extractiós seb gyógyulásában. Bartha Miklóssal. (Fogorvosi Szemle, 1958, 10-12.)
- A fogmederben maradt gyökérhártya részletek jelentősége az extractiós seb gyógyulása szempontjából. Bartha Miklóssal. (Fogorvosi Szemle, 1961, 6.)
- Az osztott protézisről. (Fogorvosi Szemle, 1962, 10.)
- Harapásemelés és protheticai reconsructio osztott prothesissel. Kaán Miklóssal. (Fogorvosi Szemle, 1967, 12.)
- A maradékfogak védelme. Kovács D. Gézával. (Fogorvosi Szemle, 1970, 9.)
- Az abrasiós maradékfogazat rekonstrukciója sapkasínes részleges protézissel. (Fogorvosi Szemle, 1973, 12.)